# Барсов, Николай Матвеевич (врач)
Барсов Николай Матвеевич (по другой версии — Барсов Николай Михайлович) (1857 — 1904) — русский врач и общественный деятель.

## Биография
Родился в 1857 году. После окончания медицинского факультета Московского университета был направлен в Иссыккульский (в 1893 году переименован в Пржевальский) уезд Семиреченской области Туркестанского края на должность старшего врача Каракольского военного лазарета.
Состоял в чине коллежского советника.
Вместе с врачом Иваном Крыжановским спасал смертельно больного Н. М. Пржевальского, вернувшегося с пятого путешествия.
С ведением в 1894 году городского самоуправления дважды избирался старостой города Пржевальск. Также избирался председателем городского сиротского суда.
Содействовал развитию в уезде здравоохранения, образования, культуры, благоустройства уездного центра (города Пржевальск).
Принял участие в организации торжественного открытия памятника Н. М. Пржевальскому.

Организовал сельскохозяйственную школу. Под его руководством в 1895 году был заложен (засажен хвойными и широколиственными деревьями) городской парк (18,5 га), названный впоследствии «Барсовским садом» (с 1924 года — парк имени А. С. Пушкина). По его инициативе в 1902 году была открыта первая в Пржевальском уезде народная библиотека-читальня. Участвовал в любительских спектаклях «Пржевальского Общества любителей драматического искусства».
В 1902 году был переведен на службу в город Самарканд, где и скончался.

## Память
В знак признания заслуг Барсова в становлении города Пржевальска и изучении края, пржевальцами были установлены бюст в городском парке (Барсовском саду) и памятная табличка на фасаде дома где он жил, а также названа улица его именем.